# Аскорутин
Лекарственное средство, состоящее из аскорбиновой кислоты (ascorbic acid) и  рутозида (rutoside) в равных количествах.
Применяется для комплексной терапии заболеваний, сопровождающихся нарушением проницаемости сосудов: геморрагический диатез; кровоизлияния в сетчатку глаза; капилляротоксикоз; лучевая болезнь; септический эндокардит; ревматизм; гломерулонефрит; арахноидит; аллергические заболевания; корь; скарлатина; сыпной тиф; тромбоцитопеническая пурпура.